# Pelagio Galvani
Pelagio Galvani (ca 1165, Gusendos — 30 de gener del 1230, Monte Cassino) fou un cardenal de l'Església Catòlica que actuà com a legat papal durant la Cinquena Croada. De caràcter intransigent, causà problemes en la seva missió a Constantinoble i després a Damiata.

## Biografia
Nascut a Gusendos, (Regne de Lleó), vers l'any 1165, es tenen poques dades dels primers anys de la seva vida. En algunes biografies antigues es diu que era un monjo benedictí, però no s'ha trobat cap document que ho confirmi. El papa Innocenci III el nomenà cardenal i diaca de l'església de Santa Lucia in Septisolio, vers l'any 1206. Més tard fou ascendit a cardenal prior de l'església de Santa Cecilia a Roma (probablement el 2 d'abril del 1211), i finalment fou traslladat a la seu del bisbat suburbicari d'Albano en la primavera del 1213. El seu nom apareix com a testimoni en les butlles papals fetes entre el 4 de maig del 1207 i el 26 de gener del 1230.
Fou enviat en una missió diplomàtica a Constantinoble el 1213. Durant aquesta missió de dos anys de durada, provà d'apropar al catolicisme les esglésies ortodoxes, però només aconseguí inquietar la població fins al punt que l'emperador Enric I, manà desfer les seves accions que, segons un cronista d'aquella època, Jordi Acropolita, trasbalsaren tota la ciutat sota el seu control. Tres anys després, fou escollit patriarca llatí d'Antioquia, elecció que no fou ratificada per la Santa Seu. Enviat després pel papa Honori III a acompanyar els croats de la Cinquena Croada, estigué en el llarg Setge de Damiata (1218–1219) i es negà obstinadament a acceptar les condicions de pau oferides per Al-Kàmil, cosa que finalment portaria a perdre la ciutat que els croats acabaven de guanyar.
Fou el degà del Col·legi Cardenalici durant l'elecció d'Ugolino Conti com a papa Gregori IX el 19 de març del 1227. Fou un dels líders de l'exèrcit papal el 1229/30 durant l'enfrontament amb l'emperador Frederic II del Sacre Imperi Romanogermànic. Morí i fou sepultat en l'Abadia de Montecassino.